# À travers les Hauts-de-France féminin
À travers les Hauts-de-France féminin est une course cycliste féminine française. Créée en 2022, elle succède à la course masculine du même nom, organisée de 1923 à 2021. Elle intègre le  calendrier UCI en catégorie 1.2.

## Palmarès
| Année | Vainqueur        | Deuxième                | Troisième        |                  |
| ----- | ---------------- | ----------------------- | ---------------- | ---------------- |
| 2022  | Mischa Bredewold | Marie-Morgane Le Deunff | Julia Biryukova  |                  |
| 2023  | Valentine Fortin | Christine Majerus       | Marthe Truyen    |                  |
| 2024  | annulé/abandonné | annulé/abandonné        | annulé/abandonné | annulé/abandonné |
| 2025  |                  |                         |                  |                  |